# Осторожно с ангелом (телесериал, 2008)
«Осторожно с ангелом» (исп. Cuidado con el ángel) — мексиканская теленовелла производства Televisa. Вышла на экраны 9 июня 2008 года и является ремейком венесуэльской теленовеллы «Девушка по имени Милагрос» («Una muchacha llamada Milagros», 1975).

## Содержание
Мать Маричуи, Сесилия, считает, что она умрёт вскоре после рождения и оставляет дочь на попечение священника, который принимает её в приют. В 14 лет Маричуи сбегает и начинает жить на улице. Спустя годы, она сталкивается с нападением пьяницы, что вызывает у неё глубокое отвращение к мужчинам. Канделария, прачка, принимает её в свой дом и заботится о ней как о дочери. Однажды Маричуи попадает в беду и оказывается в суде, где судьёй является её родной отец, не подозревающий о родственных связях. Защитником выступает психоаналитик Хуан Мигель Сан Роман, который берёт её под опеку. Хуан Мигель, вдовец, сталкивается с неприятием Маричуи со стороны своей тёщи. Он находит новое жильё для Маричуи у судьи Патрисио Веларде и его жены Сесилии, которые на самом деле являются её родителями, а также у их хитрой "дочери" Эстефании, которая выдаёт себя за потерянную дочь.
Хуан Мигель и Маричуи влюбляются и женятся, но в брачную ночь Маричуи снится кошмар, в котором она видит лицо нападавшего — Хуана Мигеля, и она решает его бросить. Позже она узнаёт о своей беременности, но не говорит об этом никому и уходит из города с Канделарией. Они оказываются в доме Омара Контрераса, известного как "Леопардо", который влюбляется в Маричуи. Несмотря на его чувства и желание жениться, Маричуи признаётся, что замужем, и между ними остаются только дружеские отношения. Однако Леопардо продолжает добиваться её любви. Позже он узнаёт, что её муж — Хуан Мигель, с которым он знаком с университетских времён, и между мужчинами начинается соперничество за сердце Маричуи. Её доброта и красота сравниваются с ангелом, но никто не учитывает, что ангел может быть защищён дьяволом.

## В ролях
- Майте Перрони — Мария де Хесус "Маричуи"
- Уильям Леви — Хуан Мигель
- Ана Патрисия Рохо — Эстефания
- Росио Банкельс — Изабелла
- Лаура Сапата — Онелия
- Елена Рохо — Сесилия
- Рикардо Блум — Патрисио
- Найлея Норвинд — Вивиана
- Рене Стриклер — Леопардо
- Абраам Рамос — Адриан

## Награды и премии
Телесериал «Осторожно с ангелом» 17 раз был номинирован на 5 различных премий, из которых только 8 удалось завоевать.